# 約翰·彭羅斯
約翰·彭羅斯（英語：John Penrose，1964年6月22日—）是一位英格蘭政治人物，他的黨籍是保守黨。自2005年開始，他擔任濱海威斯頓選區選出的英國下議院議員。他曾在JP摩根工作。